# Бедреддин Махмуд
Шейх Бедреддин Махмуд (осман. شیخ بدرالدین محمود‎, тур. Şeyh Bedreddin Mahmud), или Симавна Кадысыоглу шейх Бедреддин (осман. سماونى قاضيسى اوغلى شیخ بدرالدین‎, Simavna Kadısıoğlu Şeyh Bedreddin; 3 декабря 1358, 1359 или 1360; — 1416, 1417, 1418, 1419 или 1420, Сере), — суфийский шейх; богослов, юрист, мистик и проповедник, объявивший себя махди.
Бедреддин был потомком сельджукских султанов. Отец шейха был одним из семи гази, завоёвывавших Румелию с Сулейманом-пашой, сыном Орхана. Бедреддин получал образование в Каире. Там же он познакомился с суфийским мистиком Седжидом Хусейном Ахлати, который увлёк его суфизмом. В Египте Бедреддин в течение трёх лет был наставником будущего мамлюкского султана Фараджа (годы правления: 1386—1412).
В период османского междуцарствия он был кадиаскером Мусы Челеби. В 1413 году, после того как Муса Челеби был разгромлен Мехмедом Челеби, Бедреддин был отправлен в ссылку в Изник. В период изникской ссылки Бедреддин написал свой первый труд по фикху и читал ученикам лекции, лёгшие в основу мистического труда с изложением мировоззрения Бедреддина «Варидат».
Шейх считается одним из вождей крупномасштабного восстания в Османской империи в 1416 или 1420 году, объединившего восстание Бёрклюдже Мустафы на полуострове Карабурун, восстание Торлака Кемаля в Манисе и восстание в Румелии. В Румелии, возможно, восстание произошло одновременно с восстанием Мустафы Челеби. Все восстания были подавлены, а их руководители казнены.
Труд Бедреддина по фикху много лет использовался муфтиями и кади как справочное пособие, а также был использован при создании маджаллы в XIX веке.
В XX веке марксистские авторы в Турции интерпретировали идеи Бедреддина как революционные, а Назым Хикмет написал о нём эпическую поэму.

## Биография

### Происхождение
Многие детали жизни Бедреддина спорны, поскольку он стал героем фольклора. Данные о его жизни до восстания черпаются в основном из «Менакибнаме шейха Бедреддина» — биографии шейха, написанной его внуком Хафизом Халилом. Сам автор писал в «Менакибнаме»: «Я рассказал в этом жизнеописании то, что слышал от самого шейха», однако по подсчётам османиста Х. Кисслинга при самом благоприятном раскладе внуку Бедреддина на момент казни шейха не могло быть более 11 лет. Сомнительно, что Хафиз Халил мог много слышать от деда.
Ф. Бабингер полагал, что будущий шейх родился в городе Симав возле Кютахьи, а лакаб Симавна появился при переводе лакаба Симави на греческий. Согласно большинству учёных (Х. Кисслинг, М. Мейер, Британская энциклопедия, турецкие историки В. Диндар и Р. Чигдем), Бедреддин родился в городе Симавна недалеко от Эдирне. По утверждению И. Узунчаршилы, место рождения Бедреддина — замок Самона между Караагачем и Диметокой недалеко от Эдирне. С ним согласен историк А. Шимширгил. Известность шейх приобрёл как сын кади Симавны, а много позже из-за путаницы с городом Симав его стали называть Бедреддин Симави. Точную дату рождения будущего шейха Ф. Бабингеру, изучившему османские источники, установить не удалось, поскольку источники приводят различные даты в диапазоне от 740 до 770 года хиджры (от 1339 до 1368 года). В «Менакибнаме» указан 760 год, в Британской энциклопедии, ЭИ и БРЭ приводится дата 3 декабря 1358 года (что соответствует 761 году), первым назвал эту дату Х. Кисслинг.
Согласно «Менакибнаме», Бедреддин был старшим сыном Исраэла, одного из семи гази, завоёвывавших Румелию с Сулейманом-пашой, сыном Орхана. Таким образом, семья отца Бедреддина попала в Европу с первой волной гази. По «Менакибнаме» отец Исраэла и дед Бедреддина Абд ал-Азиз был великим визирем в государстве Сельджукидов, он занимал должность шейх аль-ислама, а также был учеником Руми и Хусама Челеби. Кроме того, Хафиз Халил писал, что Исраэл бин Абд-ал-Азиз был родным племянником предпоследнего конийского султана Кей-Кубада III. В. А. Гордлевский и Ф. Бабингер считали эту версию правдоподобной, хотя некоторые историки её оспаривали. Сам Бедреддин в вводной части своего труда «Варидат» подписался как Махмуд бин Исраэль бин Абд-ал-Азиз бин Алаэддин бин Ферамурз (имя Кей-Кубада III — Ала ад-Дин Кайкубад бин Ферамурз). По мнению Х. Кывылджимлы, османские историки сознательно отрицали или замалчивали происхождение шейха Бедреддина, поскольку его род был знатнее рода османских султанов. После завоевания Симавны в 1362 году Исраэл стал в нём кади и женился на дочери византийского коменданта (текфура) города, которая приняла ислам под именем Мелек. Турецкий историк литературы О. Гёкяй доказал, что произошла путаница между словами «гази» и «кади» и что Исраэл не был кади. Известные полководцы Хаджи Ильбеги и Гази Эдже, согласно сообщению Халила Хафиза, были родственниками Бедреддина, но по женской линии (были, по словам Халила, «семенем зятя»).

### Годы обучения
Детство Махмуд провёл в Эдирне, там же он получил начальное образование, а затем уехал из дома. Ф. Бабингер описал путешествия Бедреддина согласно источникам (в основном «Менакибнаме»). В 1380 году дядя Бедреддина, Муайед, поехал вместе с ним в Египет, где они должны были углубить свои знания. Сначала они остановились в Бурсе, а затем, в 1381 году, прибыли в Конью и на четыре месяца стали учениками Фейзуллы, учителя логики и астрономии, вместе с Мусой, сыном шейха Махмуда, кади Бурсы. Из рассказа Хафиза Халила ясно, что если бы учитель не умер через год, то Бедреддин не уехал бы в Каир, а продолжал бы обучение в Конье. После смерти учителя один из товарищей Бедреддина, Муса, отправился в Самарканд, чтобы посвятить свою жизнь астрономии. Там он со временем основал знаменитую школу, среди учеников которой был Улугбек, создатель знаменитых астрономических таблиц и обсерватории. Бедреддин и Муайед в 1381 году отправились в Дамаск, но из-за эпидемии чумы вскоре перебрались в Иерусалим.
Согласно «Менакибнаме», в Каир Бедреддин прибыл в 1383 году и там стал учеником известного религиозного учёного и философа Али бин Мухаммеда аль-Джурджани (1339—1413), в то время находившегося в Египте. Завершив обучение, Махмуд совершил паломничество в Мекку (иногда паломничество относят к 1384 году). Познакомившись в Мекке с учением шейха Зайлаи, он вернулся в Каир и стал учеником шейха Акмаля ад-Дина. По сообщению османского историка Ташкёпрю-заде, в круг общения Бедреддина входил и известный врач Хаджи из Айдына. На эти же годы пришлось и знакомство с шейхом Седжидом Хусейном Ахлати, известным суфийским мистиком. С ним Бедреддин познакомился, когда присоединился к одной из научных бесед, которые султан Баркук (ок. 1339—1399) устраивал во дворце, — на этих беседах была возможность дискутировать с лучшими учёными Египта. По рекомендации Хусейна Ахлати султан пригласил Бедреддина учить своего сына Фараджа (1386—1412), вали Египта. По другой версии, учиться у Бедреддина решил сам Фарадж. В должности наставника Фараджа Бедреддин состоял три года.
Вскоре знакомство Бедреддина и Ахлати переросло в родство: их участие в дебатах при дворе Баркука пришлось последнему по вкусу, и он подарил Ахлати и Бедреддину двух абиссинских сестёр-рабынь в жёны. Этот брак стал поворотным моментом в жизни Махмуда — породнившись с шейхом Ахлати и став чаще с ним общаться, Махмуд изменил отношение к суфизму, который раньше не понимал, вступил в суфийский орден и отправился в Тебриз вскоре после Ангорской битвы.

### Зрелые годы
Ибн Арабшах, который лично беседовал с Бедреддином в 1416 году в Синопе, писал, что последний совершил в молодости путешествие в Самарканд, где обучался фикху у учёного хаджи Абдал Малика Самаркандского. Согласно легенде, там Махмуд встречался с Тамерланом и в присутствии улемы отвечал на вопросы эмира, поразив его учёностью. Тамерлан предложил Бедреддину пост шейх аль-ислама при своём дворе и руку своей дочери, а получив отказ, отпустил его, одарив подарками и осыпав похвалами. Тамерлану Бедреддин якобы отказал, поскольку видел сон, в котором друг и учитель шейх Ахлати призывал его в Каир. Посетив на пути Битлис, Махмуд вернулся в Каир и успел попрощаться с Хусейном Ахлати, а после смерти последнего на короткое время возглавил суфийский орден. Спустя всего шесть месяцев Бедреддин отправился домой через Алеппо, Конью и Тире. Легенда гласит, что в это время он был приглашён на Хиос губернатором острова и обратил его в ислам. Губернатор пригласил его, якобы увидев во сне и пожелав после этого стать его учеником. Согласно «Менакибнаме» Бедреддин стал популярен благодаря своим проповедям, и когда он возвращался после обучения домой, его слава шла перед ним, и его восторженно встречали. Известно, что в бейлике Айдын и в районе Эдирне Бедреддин приобрёл много сторонников.
В 1410 году один из претендентов на султанский престол Муса Челеби назначил Бедреддина своим кадиаскером (военным судьёй). Наряду с удж-беем Михалоглу Бедреддин был одним из главных сторонников Мусы. Поскольку в полномочия кадиаскера входило распределение тимаров, Бедреддин добился дружбы многих пограничных беев. 5 июля 1413 года Муса был разгромлен своим братом Мехмедом в битве при Чамурлу. Шейх был отправлен в почётную ссылку под надзор в Изник, получив от султана содержание 1000 акче в месяц. Двум его сыновьям также было выделено по тысяче акче в месяц ради уважения к его учёности; дочь Бедреддина сопровождала его в ссылке. В Изнике Бедреддин завершил два своих ключевых труда на арабском: «Постижения» («Варидат») и «Свет сердец» («Нур-уль-кулюб»). Там же, в Изнике, он начал объединять вокруг себя недовольных новым султаном. Среди них в основном были видные представители местных дервишских сект, которых Идрис Бидлиси называл «его мюриды». Вероятно, именно в Изнике шейх основал свою собственную секту дервишей. Его проповедь равенства и взаимоуважения между христианами и мусульманами была близка социальному порядку, существовавшему в пограничных тюркских общинах. Находясь в Изнике, Бедреддин попросил у султана Мехмета разрешения посетить Египет и совершить хадж, но не получил его.

### Восстание

#### Восстание в Анатолии
«Восстанием шейха Бедреддина» историки называют несколько отдельных очагов восстания. Лже-Мустафа с Джунейдом в это же время подняли мятеж в западной части Румелии. В то время почти все провинции Османской империи были охвачены беспорядками. Бунтовали даже в Токате, родном городе Мехмеда, где во время междуцарствия он неизменно находил поддержку.
Судя по имеющимся свидетельствам, первый мятеж произошёл в Айдыне на полуострове Карабурун. По разным источникам, в 1415, 1416 или 1418 году там вспыхнуло восстание Бёрклюдже Мустафы, который, согласно легендам, был помощником Бедреддина во время пребывания шейха на посту кадиаскера. Последователей Бёрклюдже Мустафы Дука называл «простой деревенский народ». Оценки количества восставших, стекавшихся к горе Стилярий, различны: пять-шесть тысяч, от двух до десяти тысяч. Затем в Манисе, бывшей столице бейлика Сарухан, поднялось восстание дервиша Торлака Кемаля, обращённого иудея, вокруг которого собралось около семи тысяч бродячих дервишей и крестьян, обнищавших от поборов и грабежей за годы междоусобиц. Мустафа и Торлак проповедовали общее владение имуществом. Если лозунги равенства и общности имущества привлекали к ним бедноту, то идеи равенства христиан и мусульман, проповедовавшиеся ими, обеспечили им поддержку немусульманского населения.
Узнав о беспорядках в Анатолии, Мехмед приказал санджакбеям подавить их, но в Айдыне восставшие ожесточённо сопротивлялись. Санджакбей Айдына Александр Шишман (сын Ивана Шишмана) потерпел поражение. Не смог достичь успеха и санджакбей Сарухана Тимурташ-паша-заде Али-бей. Султану пришлось отправить против восставших своего великого визиря и воспитателя Баязида-пашу, который прибыл из Добруджи. Вместе с Баязидом в войске для придания статуса находился и юный Мурад (сын Мехмеда). По словам Дуки, Баязид-паша «убивал всех на своём пути, не щадя ни единой души, ни молодых, ни старых, ни мужчин, ни женщин». Бёрклюдже Мустафу, раненного и попавшего в плен, он привёз в Эфес и казнил, но сначала предводителя восстания возили по улицам города на верблюде привязанным к кресту (или распятым). Спасшиеся соратники Бёрклюдже Мустафы присоединились к Торлаку Кемалю, но это восстание Баязид-паша тоже подавил. Кемаль был повешен. Последователи обоих казнённых предводителей (от 6000 до 8000 человек) были безжалостно убиты.

#### Восстание в Румелии
Источники сообщают, что после начала восстания Бёрклюдже Мустафы, из страха или по какой-то другой причине, Бедреддин решил покинуть Анатолию. Шараф-хан Бидлиси писал, что, «прослышав о казни своего восприемника Бёрклюдже Мустафы», Бедреддин сбежал. Оставив Изник, Бедреддин направился в Синоп, надеясь на помощь правившего там бея Джандарогуллары Исфендияра.
В Синопе Бедреддин уже скрывался в период османского междуцарствия во время борьбы Сулеймана Челеби и Мусы Челеби. Однако Исфендияр опасался оставить шейха в Синопе, поскольку боялся султана Мехмеда. Шейх Бедреддин планировал отправиться из Синопа к главе государства Тимуридов Шахруху, но Исфендияр предоставил шейху суда для поездки в Крым. Шейх покинул Малую Азию (возможно, весной или летом 1416 года), но был вынужден изменить планы из-за войны между Генуей и Трапезундской империей. Он отплыл по Чёрному морю в Валахию, правитель которой Мирча Старый был ранее союзником Мусы Челеби. Это произошло, по словам Халила Хафиза, не позднее конца 1416 года. Мирча хорошо принял шейха, «оказал ему огромные почести и торжественный приём». Перейдя Дунай и утвердившись в Делиормане, Бедреддин объявил себя Махди и разослал во все концы своих сторонников объявить, что власть отныне принадлежит ему. Призыв присоединяться к нему сопровождался обещаниями дать санджак и должность субаши («начальник войска»). В Румелии Бедреддина поддерживали феодалы и военные, получавшие ранее тимары от него и Мусы Челеби. Они были недовольны султаном Мехмедом, поскольку после падения Мусы он отобрал феоды у всех последователей брата.
Ф. Бабингер отмечал, что Бедреддин стремился к захвату власти и объявил себя султаном на основании своего предполагаемого происхождения от сельджукских султанов, при этом он обещал недовольным восстановить их в правах, которых их лишил Мехмед. По словам Ф. Бабингера, Бедреддин искал союза с Джунейдом Измироглу, Исфендияром Джандаридом и Мирчой. Доподлинно неизвестно, были ли скоординированы действия между шейхом Бедреддином и Лже-Мустафой, который поднял первое восстание в 1416 году.
У Стара-Загоре последователи Бедреддина были разбиты великим визирем Баязид-пашой. Бедреддину удалось скрыться в лесах Делиормана, где он и был вскоре пленён. Источники расходятся во мнениях о том, как это произошло. Халил Хафиз писал, что Мехмед Челеби послал на поимку шейха Капыджибаши Эльвана-челеби с двумя сотнями человек. Сопровождавшие шейха люди сбежали, и он был схвачен. Согласно Идрису Бидлиси и Кодже Хюсейну, люди, посланные Баязидом-пашой, вошли к шейху в доверие, стали его мюридами, а затем схватили и отвезли к султану в Сере. По сообщениям Ашик-паша-заде и Нешри, люди, пришедшие на проповедь шейха, схватили его и выдали Мехмеду.

#### Роль Бедреддина в восстании
До сих пор нет доказательств, что Бедреддин принимал участие в восстании, и как его современники, так и более поздние историки делятся на две части. К первой относились те, по чьему мнению шейх активно участвовал в восстании, агитировал, руководил действиями Бёрклюдже Мустафы и Торлака Кемаля. Например, османские историки Ашик-паша-заде (1393 — ок. 1484), Солакзаде (1592—1658) и Идрис Бидлиси (ок. 1455—1520) писали, что Лже-Мустафа и Махмуд Бедреддин согласовывали действия. Автор «Анонимной хроники» сообщал, что, по слухам, «между Бедреддином и Бёрклюдже Мустафой существовал союз».
Ко второй части относились те, кто полагал, что имя Бедреддина использовалось восставшими без его непосредственного участия. Так, Халил Хафиз и вслед за ним Ташкёпрю-заде (1494—1561) отрицали участие Бедреддина в мятеже. Саад-эд-дин (1536/1537 — 1599) тоже был уверен, что Бедреддин был жертвой, то есть пострадал из-за своих учеников, использовавших его имя.

### Конец жизни

#### Диспут и казнь
Согласно рассказу Идриса Бидлиси и Коджи Хюссейна, султан назначил учёный диспут, в котором с одной стороны выступал Молла Хайдар Хюдаи, прибывший из Ирана, а с другой — шейх Бедреддин. В изложении «Анонимной османской хроники» и трудах Ашик-паша-заде и Нешри диспут не упоминается, но указано, что в суде над шейхом участвовал Молла Хайдар, который дал фетву, позволявшую казнить шейха, но запрещавшую конфисковывать имущество: «…кровь Бедреддина дозволена, а имущество запрещено».
Источники расходятся во мнениях по поводу того, судили ли Бедреддина за восстание или за взгляды.
Год 821 (1418)
В этом году в Руме казнили Бёрклюдже Мустафу, восприемника еретика по имени Сын Симавне. Он [Бедреддин] претендовал на миссию пророка, направился в вилайет Айдын-эли и призывал народ ему подчиниться.
Мнения улемов о Бедреддине сводятся к тому, что он считался муртадом (вероотступником в исламе). Бали Эфенди (ум. 1552/1553) осуждал его как отступника. Ашик-паша-заде писал, что он был муртад — то есть казнён за свои взгляды. Судьёй Бедреддина историк также назвал Моллу Хайдара. Формулировка приговора, названная внуком Бедреддина Халилом, Ашикпашазаде и другими: «его кровь халяль, а его имущество — харам».  Это предполагает, что его признали виновным в отступничестве. По ханафитскому закону отступничество человека делает дозволенным «кровь отступника», но не превращает его имущество в дозволенное. Тем самым отступнику грозит смерть, но его имущество переходит к его наследникам. При этом те же историки сообщают, что он был приговорён к смерти как бунтовщик, а не как отступник.
По словам османского историка Солакзаде, улемы заявили Мехмеду, что Бедреддина нужно казнить за то, что он унизил весь класс религиозных учёных, восстав против правительства. Согласно Солакзаде, Хайдар-и Хереви издал фетву на том основании, что «всякого, кто приходит к вам и побуждает вас восстать против вашего лидера, убейте его». Бедреддин был приговорён к смертной казни для «сохранения единства нации и защиты закона и порядка».
Современные исследователи также расходятся по этому вопросу. Часть утверждает, что он был убит на почве вероотступничества, другая часть утверждает, что он был казнён за участие в восстании.
Согласно Ибн Арабшаху, Бедреддин сам дал фетву на свою казнь. В ходе диспута он признал свою вину и согласился, что наказанием за его преступление должна быть смерть.
По поводу даты смерти в источниках имеются расхождения. Упоминаются 1416 год, 1 марта или 18 декабря этого года, 1418 год, осень 820 года (1417 год; Ибн Арабшах), 823 год (1419/20; Коджа Хюссейн), 1420 год (Шараф-хан Бидлиси).

#### Захоронение

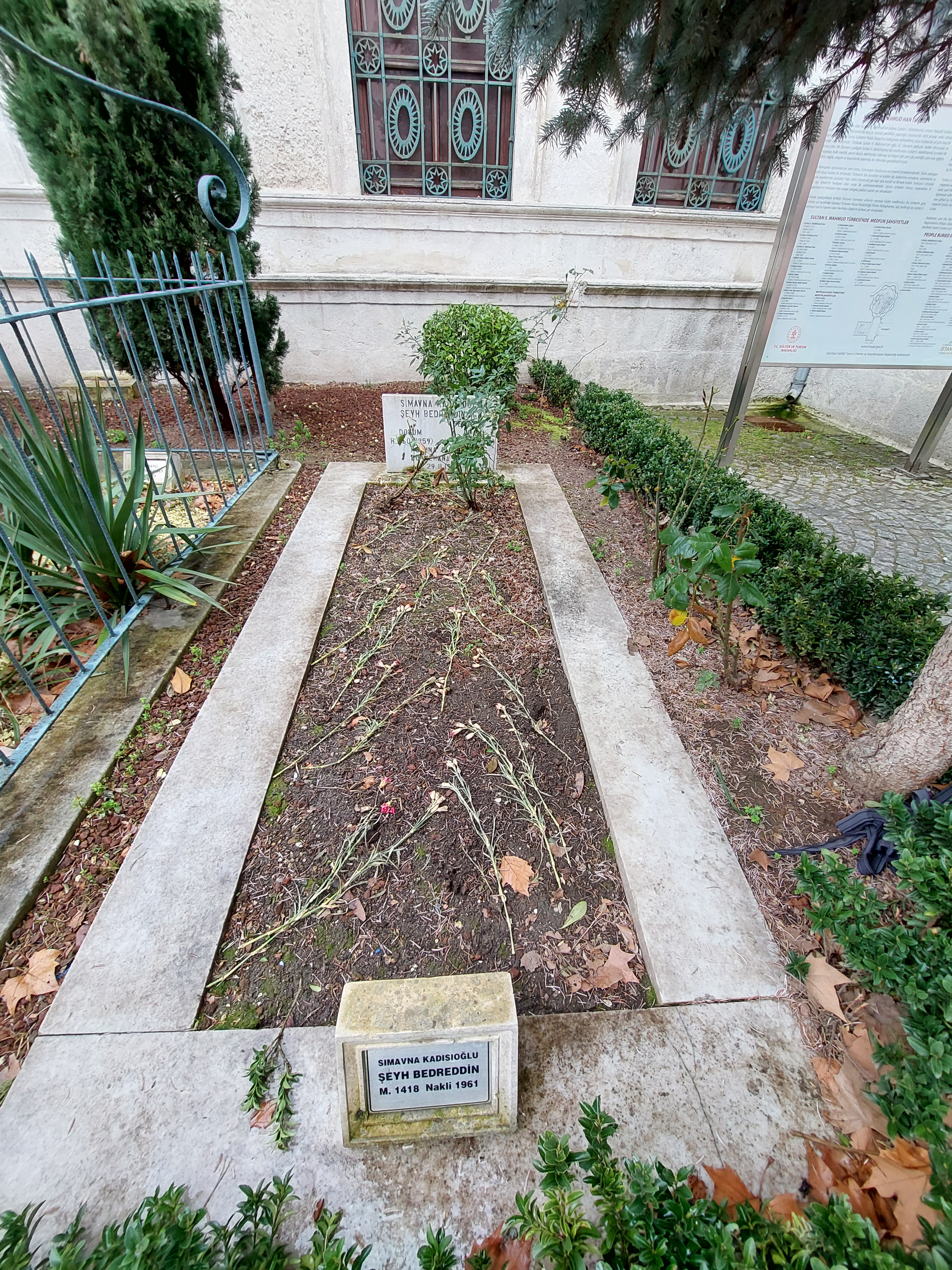
Могила шейха Бедреддина

Казнь Бедреддина состоялась на рыночной площади в Сере, шейх был повешен, возможно, он был раздет. Тело провисело несколько дней, пока спасшиеся последователи и ученики не смогли забрать его и похоронить. Ученикам шейха разрешили устроить его гробницу (мезар), а имущество было передано его родственникам. Это позволило семье Бедреддина сохранить своё привилегированное положение в османском обществе. То, что Бедреддин был казнён, но семья сохранила положение, показывает, что это был политический приговор.
Захоронение в Сере было в 1924 году вскрыто, кости были эксгумированы и привезены в Стамбул вынужденно переселёнными в соответствии с Лозаннским договором жителями Сере. Останки были переданы в Управление гробниц и музеев и хранились 18 лет в Голубой мечети, а затем 19 лет в Топкапы. В 1961 году по решению Совета министров Турции № 5/1840 от 23 октября 1961 года они были перенесены в тюрбе Махмуда II в Стамбуле. В 1998 году его перезахоронили в могиле.

## Труды и взгляды
Бедреддин писал в основном на арабском языке. Основными трудами шейха были трактаты «Варидат» (араб. الواردات‎), «Джами аль-фусулин» (جامع الفصولين‎), «Латаиф аль-ишарат» (لطائف الإشارات‎), «Тасхиль» (التسهيل‎), «Масаррат аль-кулуб» (مسرة القلوب‎), «Укуд аль-джавахир» (عقود الجواهر‎), «Джираг аль-футух» (جراغ الفتوح‎), «Нур аль-кулуб» (نور القلوب‎). Бедреддин прославился своими политическими и философскими идеями. Он придавал большое значение мистическим практикам — зикру, риязету, муджахеде и т. д. — и после посвящения в суфизм в Египте сам старался жить такой жизнью.
Он находился под влиянием Ибн Араби (ум. 1240) и утверждал, что
- каждый может сказать: «я Бог»,
- нет телесного воскресения, после того, как тело разложилось и превратилось в прах, оно не восстановится таким, как прежде;
- нет рая или ада (в ортодоксальном понимании),
- алкоголь не запрещён,
- всё имущество общее[7][29].

Согласно турецкому историку литературы А. Гёльпынарлы и правоведу И. Сунгурбею, существовала секта, члены которой утверждали, что Бедреддин не умер, и верили, что однажды шейх вернётся. По мнению А. Гёльпынарлы, идеи шейха не имели ничего общего с шиизмом и алевизмом.

#### «Варидат» («Постижения»)
Трактат составлен из текстов лекций, прочитанных Бедреддином ученикам в период между 820 и 823 годами Хиджры. Предположительно, это было либо во время ссылки в Изник, либо после побега из ссылки, в Румелии, причём второе более вероятно. Лекции были записаны, по мнению большинства исследователей, уже после казни шейха Бедреддина. По словам Хафиза Халила, «Варидат» — это последнее произведение его деда, увиденное им во сне и записанное за день до вынесения смертного приговора. Однако А. Гёльпынарлы полагал, что книга была составлена дервишами шейха Бедреддина ещё при его жизни. Изначально она была написана на турецком языке и лишь потом переведена ими же на арабский язык. Книга содержит размышления шейха Бедреддина о том, с чего началось бытие и чем оно закончится (тур. mebde ve meâd), и суфийские наблюдения шейха. Форма книги необычна для данного типа литературы — нет вступления, глав и разделов, все мысли изложены с помощью не связанных друг с другом анекдотов. Бедреддин утверждал, что мистическое озарение может произойти лишь вследствие обращения к Богу, очищения сердца и следования пути пророков. По его словам, после того, как тело разложилось и превратилось в прах, оно не восстановится таким, как прежде. Он не был сторонником разделения тела и души.
О человек, стремящийся познать Бога – Истину! Знай, что то, что творится на этом свете, выглядит вовсе не так, как это представляют себе невежды. Загробные дела относятся к миру духовному. Считать их такими, как их видят и представляют себе непосвящённые, совершенно ошибочно.
Нисколько не сомневайся, что те вещи, о которых пишется в книгах или рассказывается, – дворцы, реки, рай, гурии, мучения, ад и прочее, – имеют другой, отличительный от общеизвестного смысл. Но этот смысл ясен только тем, кто постиг Истину.Варидат. Перевод В. Куделина
На протяжении столетий суфийские деятели и улемы выступали против трактата «Варидат» (в основном за отрицание Судного дня и телесного воскресения, а также за тезис о вечности мира). Шейх тариката халватия Нуреддинзаде Муслихуддин-эфенди критиковал книгу. Шейх аль-Ислам Алаэддин Араби (ум. 1496) пробовал её сжечь, утверждая, что от неё идёт «неприятный запах». Эбуссууд-эфенди сделал такфир последователей шейха Бедреддина. Ахмед Джевдет-паша писал, что копию книги в Стамбуле было трудно найти, потому что шейх-аль-ислам Ариф Хикмет-бей выкупил копии и сжёг их, считая, что она наносит вред вере. Некоторые исследователи (историк литературы Джемиль Йенер, историк философии Билал Диндар, историк Ахмет Яшар Оджак) полагали, что не уместно приписывать произведение, содержащее идеи ереси, такому знатоку фикха, каким был Бедреддин.

#### «Латаиф аль-ишарат» и «Тасхиль»
«Латаиф аль-ишарат» — это первый труд Бедреддина по фикху. Согласно Кятибу Челеби и Ташкёпрю-заде, он был написан в ссылке в Изнике за десять месяцев. Однако турецкий религиовед М. Ш. Ялткая полагал, что это произошло раньше. Примером для Бедреддина послужила работа ханафитского юриста Музаффар ад-Дин Ибн ас-Саати (ум. 1295) «Маджма аль-бахрейн». Также Бедреддин использовал труды ханафитских юристов Абдуллаха б. Махмуд б. Маудуд аль-Мавсили (ум. 1284), Хафиз ад-Дина ан-Насафи (ум. 1310) и Тадж аш-Шариа Умара (ум. 1309).
«Тасхиль» — это комментарии к «Латаиф аль-ишарат». Во введении Бедреддин сообщил, что комментарии начаты в 1413 году и завершены через два года в ссылке в Изнике. Они написаны для лучшего понимания «Латаиф аль-ишарат».

#### «Джами аль-фусулин»
Труд на арабском языке по исламскому праву содержит обсуждение вопросов, связанных со сделками и с судебным законодательством. Бедреддин написал его после того, как был назначен кадиаскером. «Джами аль-фусулин» много лет использовался муфтиями и кади как справочное пособие, особенно потому, что он касается вопросов, связанных с судебными решениями и фетвами. Этот труд был одним из источников, использованных при создании маджаллы.

## Оценка личности
В короткий срок всевозможными сатанинскими уловками он [Бёрклюдже Мустафа] собрал к себе около десяти тысяч человек и таким образом выполнил возложенную на него Бедреддином обязанность распространить в народе безбожие и ересь.
Али аль-Джурджани, с которым Бедреддин общался в Каире, восхвалял его учёность. Встречавшийся и беседовавший с Бедреддином в Синопе в 1416 году Ибн Арабшах отмечал, что «широта его учёности беспредельна, как море, особенно в основах фикха». Идрис Бидлиси высоко оценивал его знания и мудрость и писал, что Бедреддин был «одним из наиболее уважаемых кадиев и учёных» с исключительным знанием шариата. По словам историка, труды шейха «были известны и почитаемы среди учёных Рума». Коджа Хюсейн назвал его одним из учёнейших людей того времени.
Несмотря на поражение Бедреддина, его секта существовала в Добрудже и Делиормане в течение по крайней мере двух столетий после его смерти. Спустя столетия после смерти шейха и его внука они ещё вызывали неприязнь у властей и улемов, которые не делали различий между ними и кызылбашами. Исламские османские учёные, близкие ко двору, отрицательно отзывались о Бедреддине. Так, один из них, шейх тариката джельвети Азиз Махмуд Хюдайи, написал султану Ахмеду I: «Шейха Бедреддина повесили, и он навлёк гнев Всевышнего». Хотя Идрис Бидлиси хвалил достоинства Бедреддина, высоко оценивал его знания и мудрость, но он также заявлял, что со временем у шейха проявились «хвастовство и спесивость», и обвинял его в ереси и безбожии.
Османский историк Ташкёпрю-заде верил, что шейх «был пойман и несправедливо убит». Автор турецкого биографического справочника о писателях Бурсали Мехмед Тахир отмечал, что обвинения в адрес шейха проистекали из неспособности правильно понять текст труда «Варидат». Точка зрения о том, что идеи Бедреддина не были связаны с политическими амбициями, также поддерживалась некоторыми исследователями. В 1922 году в Сере местный житель Алемдар-заде Исмаил-бей рассказывал Ф. Бабингеру, что Бедреддин был «падишах и великий святой». По словам Исмаила, дервишский монастырь Кадыри, находившийся рядом с тюрбе шейха и сгоревший в 1913 году, хранил традиции учения Бедреддина.

## Оценка восстания
По мнению Д. Кастритсиса, восстание Бедреддина до сих пор до конца не понято. Он полагает, что восстание было социальным, политическим и религиозным явлением одновременно. Первым историком, собравшим первоисточники о восстании Бедреддина, написавшим труд о его деятельности и объединившим действия Берклюдже Мустафы и Торлака Кемаля, был Й. Хаммер. Вслед за ним западные историки рассматривали восстание исключительно как религиозное движение, не изучая внутреннюю социально-экономическую обстановку в империи. И. В. Цинкайзен также видел в восстании религиозную направленность, хотя и признавал, что за ней, возможно, скрывались политические цели. Н. Йорга тоже придерживался мнения, что движение носило лишь религиозный характер и что только религиозными проповедями бесчисленные проповедники привлекали к участию в восстании окрестных крестьян. А. Ламартин в «Истории Турции» повторял те же тезисы. Османские историки конца существования империи в основном придерживались схожих взглядов. Историк М. Кёпрюлю называл причиной восстания шейха Бедреддина внутреннее религиозное развитие сектантских течений. М. Кёпрюлю считал участников восстания «приверженцами мистического религиозного верования и прямыми последователями различного рода проповедников раннего периода». Другой турецкий историк, А. Рефик, считал восстание лишь выражением шиитского движения. По словам А. Рефика, Бедреддин объявил себя пророком и стремился установить новые религиозные законы и захватить власть.
Следующим после Й. Хаммера историком, исследовавшим источники, был Ф. Бабингер. В его труд включена глава с анализом социально-политической обстановки в империи. Ф. Бабингер обратил внимание на стремление к отделению от империи анатолийских беев и князей Румелии, лишь недавно вновь покорённых Мехмедом I. Заметил он и то, что на территории империи не было религиозного единства. Жители бывших византийских территорий зачастую принимали ислам лишь внешне, а беи склонялись к шиизму (например, Айдыноглу). Бабингер писал, что на важность изучения социальной составляющей ему указал ориенталист И. Мордтманн. Вместе с тем сам Бабингер исходил зачастую из неверных предпосылок. Например, натуру жителей некоторых областей Малой Азии он объявлял «чуждой хоть какой-нибудь духовной подвижности», писал, что им свойственны «врождённая тупость и наследственное рабское мышление». По мнению Ф. Бабингера, суфизм требует интеллектуального и духовного развития, и потому он был доступен лишь «арийской натуре персов», но не «консервативным и тупым туркменам».
Ещё одна точка зрения была высказана турецким исследователем Джемалем Бардакчи, который, описывая восстания в Османской империи, охарактеризовал восстание Бедреддина как проявление «национальной» борьбы тюрок против вельмож-инородцев, занимавших высокие посты при дворе.
В советской историографии тоже не было единого мнения о Бедреддине. По мнению А. Тверитиновой, в восстании было «две струи». Его лидеры, преследовавшие различные цели, выдвигали разные лозунги: Бёрклюдже Мустафа и Торлак Кемаль возглавляли движение бедноты, народных масс, в то время как шейх действовал в интересах феодалов и стремился к обретению власти. Напротив, М. С. Мейер, основываясь на «Менакибнаме», писал, что «Бедреддин всё своё имущество роздал бедным, а сам одел грубый шерстяной плащ — власяницу, бывшую символом добровольной нищеты». М. С. Мейер приписывал Бедреддину «порицание социального и имущественного неравенства», что на самом деле должно относиться лишь к Бёрклюдже Мустафе и Торлаку Кемалю.
За то, чтоб вместе всем одним дыханьем петь,

чтоб вместе всем тянуть с уловом сеть,

за то, чтоб сообща поля пахать,

чтоб из железа кружева ковать,

чтоб вместе всем срывать плоды с ветвей и

есть инжир медовый в общем доме,

чтоб вместе быть везде и всюду — кроме,

как у щеки возлюбленной своей, —

из десяти их восемь тысяч пало.
Однако, независимо от того, какие причины и движущие силы историки приписывали восстанию, они все отмечали его размах и опасность. Й. Хаммер писал, что «это восстание было одним из наиболее опасных движений, возникших в Османском государстве». И. В. Цинкейзен отмечал, что «это было гораздо более серьёзное событие, чем борьба с тюркскими князьями и Византией, наносившее не только моральный, но и материальный ущерб Османскому государству». Османист К. Имбер назвал восстание «величайшим вызовом правлению» Мехмеда I. По мнению болгарского историка Иванова, «восстание уникально прежде всего тем, что оно является не только одним из первых „внутренних“ беспорядков против государственной власти Османской империи, но и (прежде всего) против навязанной государством формальной религиозной доктрины».
В современной турецкой историографии и популярной культуре восстание Бедреддина представляется как протокоммунистическое восстание. Эта тенденция проявилась ещё в XX веке, когда имя шейха Бедреддина подняли на флаг сторонники «левого» движения в Турции. Известный своими коммунистическими взглядами Назым Хикмет написал о нём эпическую «Поэму о шейхе Бедреддине Симави, сыне кадия города Симавне», чем ещё увеличил его популярность.
О восстании написал роман («Der Gekreuzigte oder Nichts Altes unter der Sonne») в 1839 году Леопольд Шефер («вдохновлённый сюжетом», по словам Ф. Бабингера), а в 1878 году Иоганн Шерр назвал ученика Бедреддина, Борклюдже Мустафу, «Турецким Спасителем».
|  |  |               |               |               |               |               |               |  |  | Кей-Кавус II |              |              |              |              |              |  |  |               |               |               |               |               |               |  |  |  |  |  |  |  |  |  |  |  |  |  |  |  |  |
|  |  |               |               |               |               |               |               |  |  |              |              |              |              |              |              |  |  |               |               |               |               |               |               |  |  |  |  |  |  |  |  |  |  |  |  |  |  |  |  |
|  |  |               |               |               |               |               |               |  |  | Фарамурз     |              |              |              |              |              |  |  |               |               |               |               |               |               |  |  |  |  |  |  |  |  |  |  |  |  |  |  |  |  |
|  |  |               |               |               |               |               |               |  |  |              |              |              |              |              |              |  |  |               |               |               |               |               |               |  |  |  |  |  |  |  |  |  |  |  |  |  |  |  |  |
|  |  |               |               |               |               |               |               |  |  |              |              |              |              |              |              |  |  |               |               |               |               |               |               |  |  |  |  |  |  |  |  |  |  |  |  |  |  |  |  |
|  |  | Кей-Кубад III | Кей-Кубад III | Кей-Кубад III | Кей-Кубад III | Кей-Кубад III | Кей-Кубад III |  |  | Абд аль-Азиз | Абд аль-Азиз | Абд аль-Азиз | Абд аль-Азиз | Абд аль-Азиз | Абд аль-Азиз |  |  | Абд аль-Мамун | Абд аль-Мамун | Абд аль-Мамун | Абд аль-Мамун | Абд аль-Мамун | Абд аль-Мамун |  |  |  |  |  |  |  |  |  |  |  |  |  |  |  |  |
|  |  | Кей-Кубад III | Кей-Кубад III | Кей-Кубад III | Кей-Кубад III | Кей-Кубад III | Кей-Кубад III |  |  | Абд аль-Азиз | Абд аль-Азиз | Абд аль-Азиз | Абд аль-Азиз | Абд аль-Азиз | Абд аль-Азиз |  |  | Абд аль-Мамун | Абд аль-Мамун | Абд аль-Мамун | Абд аль-Мамун | Абд аль-Мамун | Абд аль-Мамун |  |  |  |  |  |  |  |  |  |  |  |  |  |  |  |  |
|  |  |               |               |               |               |               |               |  |  | Исраэль      | Исраэль      | Исраэль      | Исраэль      | Исраэль      | Исраэль      |  |  | Муайед        | Муайед        | Муайед        | Муайед        | Муайед        | Муайед        |  |  |  |  |  |  |  |  |  |  |  |  |  |  |  |  |
|  |  |               |               |               |               |               |               |  |  | Исраэль      | Исраэль      | Исраэль      | Исраэль      | Исраэль      | Исраэль      |  |  | Муайед        | Муайед        | Муайед        | Муайед        | Муайед        | Муайед        |  |  |  |  |  |  |  |  |  |  |  |  |  |  |  |  |
|  |  |               |               |               |               |               |               |  |  | Махмуд       |              |              |              |              |              |  |  |               |               |               |               |               |               |  |  |  |  |  |  |  |  |  |  |  |  |  |  |  |  |
|  |  |               |               |               |               |               |               |  |  |              |              |              |              |              |              |  |  |               |               |               |               |               |               |  |  |  |  |  |  |  |  |  |  |  |  |  |  |  |  |
|  |  |               |               |               |               |               |               |  |  | Исраэль      |              |              |              |              |              |  |  |               |               |               |               |               |               |  |  |  |  |  |  |  |  |  |  |  |  |  |  |  |  |
|  |  |               |               |               |               |               |               |  |  |              |              |              |              |              |              |  |  |               |               |               |               |               |               |  |  |  |  |  |  |  |  |  |  |  |  |  |  |  |  |
|  |  |               |               |               |               |               |               |  |  | Халил        |              |              |              |              |              |  |  |               |               |               |               |               |               |  |  |  |  |  |  |  |  |  |  |  |  |  |  |  |  |

|  |  |               |               |               |               |               |               |  |  |                 |                 |                 |                 |                 |                 |            |            |            |            |       |       | Кей-Кавус II         |                      |                      |                      |                               |                      |                     |                     |                     |                     |                   |                   |                   |                   |           |           |           |           |        |        |               |               |               |               |               |               |        |        |  |  |  |  |  |  |  |  |  |  |  |  |  |  |  |  |  |  |  |  |  |  |  |  |  |  |  |  |  |  |  |  |  |  |
|  |  |               |               |               |               |               |               |  |  |                 |                 |                 |                 |                 |                 |            |            |            |            |       |       |                      |                      |                      |                      |                               |                      |                     |                     |                     |                     |                   |                   |                   |                   |           |           |           |           |        |        |               |               |               |               |               |               |        |        |  |  |  |  |  |  |  |  |  |  |  |  |  |  |  |  |  |  |  |  |  |  |  |  |  |  |  |  |  |  |  |  |  |  |
|  |  |               |               |               |               |               |               |  |  |                 |                 |                 |                 |                 |                 |            |            |            |            |       |       | Фарамурз             |                      |                      |                      |                               |                      |                     |                     |                     |                     |                   |                   |                   |                   |           |           |           |           |        |        |               |               |               |               |               |               |        |        |  |  |  |  |  |  |  |  |  |  |  |  |  |  |  |  |  |  |  |  |  |  |  |  |  |  |  |  |  |  |  |  |  |  |
|  |  |               |               |               |               |               |               |  |  |                 |                 |                 |                 |                 |                 |            |            |            |            |       |       |                      |                      |                      |                      |                               |                      |                     |                     |                     |                     |                   |                   |                   |                   |           |           |           |           |        |        |               |               |               |               |               |               |        |        |  |  |  |  |  |  |  |  |  |  |  |  |  |  |  |  |  |  |  |  |  |  |  |  |  |  |  |  |  |  |  |  |  |  |
|  |  |               |               |               |               |               |               |  |  |                 |                 |                 |                 |                 |                 |            |            |            |            |       |       |                      |                      |                      |                      |                               |                      |                     |                     |                     |                     |                   |                   |                   |                   |           |           |           |           |        |        |               |               |               |               |               |               |        |        |  |  |  |  |  |  |  |  |  |  |  |  |  |  |  |  |  |  |  |  |  |  |  |  |  |  |  |  |  |  |  |  |  |  |
|  |  | Кей-Кубад III | Кей-Кубад III | Кей-Кубад III | Кей-Кубад III | Кей-Кубад III | Кей-Кубад III |  |  | Дочь муж: Хазим | Дочь муж: Хазим | Дочь муж: Хазим | Дочь муж: Хазим | Дочь муж: Хазим | Дочь муж: Хазим |            |            | Дочь       | Дочь       | Дочь  | Дочь  | Дочь                 | Дочь                 |                      |                      | Абд аль-Азиз                  | Абд аль-Азиз         | Абд аль-Азиз        | Абд аль-Азиз        | Абд аль-Азиз        | Абд аль-Азиз        |                   |                   | Фазил-бей         | Фазил-бей         | Фазил-бей | Фазил-бей | Фазил-бей | Фазил-бей |        |        | Абд аль-Мамун | Абд аль-Мамун | Абд аль-Мамун | Абд аль-Мамун | Абд аль-Мамун | Абд аль-Мамун |        |        |  |  |  |  |  |  |  |  |  |  |  |  |  |  |  |  |  |  |  |  |  |  |  |  |  |  |  |  |  |  |  |  |  |  |
|  |  | Кей-Кубад III | Кей-Кубад III | Кей-Кубад III | Кей-Кубад III | Кей-Кубад III | Кей-Кубад III |  |  | Дочь муж: Хазим | Дочь муж: Хазим | Дочь муж: Хазим | Дочь муж: Хазим | Дочь муж: Хазим | Дочь муж: Хазим |            |            | Дочь       | Дочь       | Дочь  | Дочь  | Дочь                 | Дочь                 |                      |                      | Абд аль-Азиз                  | Абд аль-Азиз         | Абд аль-Азиз        | Абд аль-Азиз        | Абд аль-Азиз        | Абд аль-Азиз        |                   |                   | Фазил-бей         | Фазил-бей         | Фазил-бей | Фазил-бей | Фазил-бей | Фазил-бей |        |        | Абд аль-Мамун | Абд аль-Мамун | Абд аль-Мамун | Абд аль-Мамун | Абд аль-Мамун | Абд аль-Мамун |        |        |  |  |  |  |  |  |  |  |  |  |  |  |  |  |  |  |  |  |  |  |  |  |  |  |  |  |  |  |  |  |  |  |  |  |
|  |  |               |               |               |               |               |               |  |  |                 |                 |                 |                 |                 |                 |            |            |            |            |       |       |                      |                      |                      |                      |                               |                      |                     |                     |                     |                     |                   |                   |                   |                   |           |           |           |           |        |        |               |               |               |               |               |               |        |        |  |  |  |  |  |  |  |  |  |  |  |  |  |  |  |  |  |  |  |  |  |  |  |  |  |  |  |  |  |  |  |  |  |  |
|  |  | Хаджи Ильбей  | Хаджи Ильбей  | Хаджи Ильбей  | Хаджи Ильбей  | Хаджи Ильбей  | Хаджи Ильбей  |  |  | Гази Эдже       | Гази Эдже       | Гази Эдже       | Гази Эдже       | Гази Эдже       | Гази Эдже       |            |            | Ильяс      | Ильяс      | Ильяс | Ильяс | Ильяс                | Ильяс                |                      |                      | Исраэль жена: Мелек           | Исраэль жена: Мелек  | Исраэль жена: Мелек | Исраэль жена: Мелек | Исраэль жена: Мелек | Исраэль жена: Мелек |                   |                   |                   |                   |           |           |           |           |        |        |               |               | Муайед        | Муайед        | Муайед        | Муайед        | Муайед | Муайед |  |  |  |  |  |  |  |  |  |  |  |  |  |  |  |  |  |  |  |  |  |  |  |  |  |  |  |  |  |  |  |  |  |  |
|  |  | Хаджи Ильбей  | Хаджи Ильбей  | Хаджи Ильбей  | Хаджи Ильбей  | Хаджи Ильбей  | Хаджи Ильбей  |  |  | Гази Эдже       | Гази Эдже       | Гази Эдже       | Гази Эдже       | Гази Эдже       | Гази Эдже       |            |            | Ильяс      | Ильяс      | Ильяс | Ильяс | Ильяс                | Ильяс                |                      |                      | Исраэль жена: Мелек           | Исраэль жена: Мелек  | Исраэль жена: Мелек | Исраэль жена: Мелек | Исраэль жена: Мелек | Исраэль жена: Мелек |                   |                   |                   |                   |           |           |           |           |        |        |               |               | Муайед        | Муайед        | Муайед        | Муайед        | Муайед | Муайед |  |  |  |  |  |  |  |  |  |  |  |  |  |  |  |  |  |  |  |  |  |  |  |  |  |  |  |  |  |  |  |  |  |  |
|  |  |               |               |               |               |               |               |  |  |                 |                 |                 |                 |                 |                 |            |            |            |            |       |       |                      |                      |                      |                      | Бедреддин Махмуд жена: Газибе |                      |                     |                     |                     |                     |                   |                   |                   |                   |           |           |           |           |        |        |               |               |               |               |               |               |        |        |  |  |  |  |  |  |  |  |  |  |  |  |  |  |  |  |  |  |  |  |  |  |  |  |  |  |  |  |  |  |  |  |  |  |
|  |  |               |               |               |               |               |               |  |  |                 |                 |                 |                 |                 |                 |            |            |            |            |       |       |                      |                      |                      |                      |                               |                      |                     |                     |                     |                     |                   |                   |                   |                   |           |           |           |           |        |        |               |               |               |               |               |               |        |        |  |  |  |  |  |  |  |  |  |  |  |  |  |  |  |  |  |  |  |  |  |  |  |  |  |  |  |  |  |  |  |  |  |  |
|  |  |               |               |               |               |               |               |  |  |                 |                 |                 |                 |                 |                 |            |            |            |            |       |       |                      |                      |                      |                      |                               |                      |                     |                     |                     |                     |                   |                   |                   |                   |           |           |           |           |        |        |               |               |               |               |               |               |        |        |  |  |  |  |  |  |  |  |  |  |  |  |  |  |  |  |  |  |  |  |  |  |  |  |  |  |  |  |  |  |  |  |  |  |
|  |  |               |               |               |               |               |               |  |  |                 |                 |                 |                 | Ахмед-паша      | Ахмед-паша      | Ахмед-паша | Ахмед-паша | Ахмед-паша | Ахмед-паша |       |       | Измаил жена: Хармана | Измаил жена: Хармана | Измаил жена: Хармана | Измаил жена: Хармана | Измаил жена: Хармана          | Измаил жена: Хармана |                     |                     | Мустафа             | Мустафа             | Мустафа           | Мустафа           | Мустафа           | Мустафа           |           |           | ?         | ?         | ?      | ?      | ?             | ?             |               |               |               |               |        |        |  |  |  |  |  |  |  |  |  |  |  |  |  |  |  |  |  |  |  |  |  |  |  |  |  |  |  |  |  |  |  |  |  |  |
|  |  |               |               |               |               |               |               |  |  |                 |                 |                 |                 | Ахмед-паша      | Ахмед-паша      | Ахмед-паша | Ахмед-паша | Ахмед-паша | Ахмед-паша |       |       | Измаил жена: Хармана | Измаил жена: Хармана | Измаил жена: Хармана | Измаил жена: Хармана | Измаил жена: Хармана          | Измаил жена: Хармана |                     |                     | Мустафа             | Мустафа             | Мустафа           | Мустафа           | Мустафа           | Мустафа           |           |           | ?         | ?         | ?      | ?      | ?             | ?             |               |               |               |               |        |        |  |  |  |  |  |  |  |  |  |  |  |  |  |  |  |  |  |  |  |  |  |  |  |  |  |  |  |  |  |  |  |  |  |  |
|  |  |               |               |               |               |               |               |  |  |                 |                 |                 |                 |                 |                 |            |            |            |            |       |       |                      |                      |                      |                      |                               |                      |                     |                     |                     |                     |                   |                   |                   |                   |           |           |           |           |        |        |               |               |               |               |               |               |        |        |  |  |  |  |  |  |  |  |  |  |  |  |  |  |  |  |  |  |  |  |  |  |  |  |  |  |  |  |  |  |  |  |  |  |
|  |  |               |               |               |               |               |               |  |  |                 |                 |                 |                 | Дочь            | Дочь            | Дочь       | Дочь       | Дочь       | Дочь       |       |       | Дочь                 | Дочь                 | Дочь                 | Дочь                 | Дочь                          | Дочь                 |                     |                     | Халил жена: Кюбра   | Халил жена: Кюбра   | Халил жена: Кюбра | Халил жена: Кюбра | Халил жена: Кюбра | Халил жена: Кюбра |           |           | Кюбра     | Кюбра     | Кюбра  | Кюбра  | Кюбра         | Кюбра         |               |               |               |               |        |        |  |  |  |  |  |  |  |  |  |  |  |  |  |  |  |  |  |  |  |  |  |  |  |  |  |  |  |  |  |  |  |  |  |  |
|  |  |               |               |               |               |               |               |  |  |                 |                 |                 |                 | Дочь            | Дочь            | Дочь       | Дочь       | Дочь       | Дочь       |       |       | Дочь                 | Дочь                 | Дочь                 | Дочь                 | Дочь                          | Дочь                 |                     |                     | Халил жена: Кюбра   | Халил жена: Кюбра   | Халил жена: Кюбра | Халил жена: Кюбра | Халил жена: Кюбра | Халил жена: Кюбра |           |           | Кюбра     | Кюбра     | Кюбра  | Кюбра  | Кюбра         | Кюбра         |               |               |               |               |        |        |  |  |  |  |  |  |  |  |  |  |  |  |  |  |  |  |  |  |  |  |  |  |  |  |  |  |  |  |  |  |  |  |  |  |
|  |  |               |               |               |               |               |               |  |  |                 |                 |                 |                 |                 |                 |            |            |            |            |       |       |                      |                      |                      |                      |                               |                      |                     |                     |                     |                     |                   |                   |                   |                   |           |           |           |           |        |        |               |               |               |               |               |               |        |        |  |  |  |  |  |  |  |  |  |  |  |  |  |  |  |  |  |  |  |  |  |  |  |  |  |  |  |  |  |  |  |  |  |  |
|  |  |               |               |               |               |               |               |  |  |                 |                 |                 |                 |                 |                 |            |            |            |            |       |       |                      |                      |                      |                      |                               |                      |                     |                     | Исраэль             | Исраэль             | Исраэль           | Исраэль           | Исраэль           | Исраэль           |           |           | Махмуд    | Махмуд    | Махмуд | Махмуд | Махмуд        | Махмуд        |               |               |               |               |        |        |  |  |  |  |  |  |  |  |  |  |  |  |  |  |  |  |  |  |  |  |  |  |  |  |  |  |  |  |  |  |  |  |  |  |
|  |  |               |               |               |               |               |               |  |  |                 |                 |                 |                 |                 |                 |            |            |            |            |       |       |                      |                      |                      |                      |                               |                      |                     |                     | Исраэль             | Исраэль             | Исраэль           | Исраэль           | Исраэль           | Исраэль           |           |           | Махмуд    | Махмуд    | Махмуд | Махмуд | Махмуд        | Махмуд        |               |               |               |               |        |        |  |  |  |  |  |  |  |  |  |  |  |  |  |  |  |  |  |  |  |  |  |  |  |  |  |  |  |  |  |  |  |  |  |  |

## Комментарии
1. 1 2  Коджа Хюссейн:
«…султан издал указ устроить диспут. Вести диспут был назначен только что прибывший из Ирана Хайдар Хюдаи. В споре Бедреддин был побеждён, и тогда султан велел его казнить. Он был повешен в Серозе на базаре в назидание другим. Однако имущество шейха султан целиком оставил в руках его детей. Это было в 823 (1419/1420) году»[53].
2. 1 2  Нешри: 
«И те, которые имели намерение получить бейлик, тотчас схватили сына кадия Симавие[англ.] и привезли в Сероз к султану Мехмеду. В то время был один учёный, который только что пришёл из Ирана. Его звали мевляна Хайдар. Он находился в тот момент при султане Мехмеде. Султан Мехмед спросил его: „Каково положение того, кто совершил подобное дело?“ Этот же, в высшей степени учёный человек, называемый мевляна Хайдар, сказал: „По закону его казнь дозволена, а имущество находится под запретом“. И дал сам такую фетву. Вслед за тем сына кадия Симавие вывели на базар и перед одной из лавок повесили»[54].
3. ↑  Анонимная хроника: 
«Найдя [шейха] в Загоре, они его схватили и отправили к султану Мехмеду в Сероз. Султан Мехмед тогда спросил: „Ну, что же с ним делать? Грешно ли его убивать?“ Падишахи в те времена были такими мусульманами, что подобных этим смутьянов не решались убивать. Однако в то время был великий учёный по имени Молла Хайдар, который пришёл из Ирана. Он дал фетву о том, что кровь его дозволена, а имущество запрещено. По его слову [шейх] был повешен в Серозе на рынке перед одной из лавок. Там же ему вырыли могилу»[55].
4. 1 2  Ашик-паша-заде: 
«В то время, когда этот находился у султана Мехмеда, там был один учёный по имени мевляна Хайдар, который только что прибыл из Ирана. Его и спросили о положении этого, говоря, что он был учёным. Мевляна Хайдар сказал: кровь его [пролить] дозволено, а имущество находится под запретом. Тогда его послали и велели повесить на базаре перед одной из лавок. После этого сообщили нескольким его ученикам. Они пришли и сделали мезар [могилу]»[51].
5. ↑  Ибн Арабшах: 
«Султан Мехмед, окружив последнего, победил его и, захватив в плен, обратился к нему самому за фетвой в отношении его судьбы. Тот дал фетву, что его, как мятежника, дозволено казнить. На основании его собственной фетвы [Бедреддина] повесили голым в 820 (1417) году осенью»[26].
6. ↑  Идрис Бидлиси: 
«Одного из известнейших учёных, только что прибывшего из Ирана, по имени мевляна Хайдар из Херата, падишах назначил вести спор с Бедреддином. Мевляна Хайдар выдвинул следующий священный хадис: „Если в то время, как собрались единомышленники вашего дела, пришёл некто для того, чтобы расколоть ваше собрание,— убейте его“. …Тогда спрошенный кадий разъяснил и признал все обстоятельства своей виновности. Он сказал, что мятежное выступление против султана является грехом, который может быть очищен лишь мечом правосудия всевышнего. На основании этого султан издал указ, в соответствии с которым его надлежало смешать с прахом улицы. Однако султан оставил имущество и владения [Бедреддина] его детям»[50].

### На русском языке
- Шараф-хан Бидлиси. Шараф-наме / Пер., предисл., примеч. и прилож. Е. И. Васильевой. — М.: Наука, 1976. — С. 104. — (Памятники письменности Востока. Т. XXI).
- Исламская тематика в творчестве турецких поэтов Средневековья: хрестоматия / сост. А. М. Нигматуллина. — Казань: Казан. ун-т, 2014. — 119 с. — ISBN 9785000191767.
- Аверьянов Ю. И. Хаджи Бекташ Вели и суфийское братство бекташийа / Научный редактор: Д. Д. Васильев. — М.: Издательский дом Марджани, 2011. — 648 с. — ISBN 978-5-903715-36-7.
- Гордлевский В. А. Государство Сельджукидов Малой Азии // Избранные сочинения. — М.: Изд-во восточной литературы, 1960. — Т. 1: Исторические работы. — С. 212.
- Еремеев Д. Е., Мейер М. С. История Турции в средние века и новое время: Учебное пособие. — М.: Изд-во МГУ, 1992. — 248 с. — ISBN 5-211-02201-7.
- Крымский А. Е. Магомет I // Энциклопедический словарь Брокгауза и Ефрона : в 86 т. (82 т. и 4 доп.). — СПб., 1896. — Т. XVIII. — С. 334—335.
- БЕДРЕДДИ́Н : [арх. 17 октября 2022] / Мейер М. С. // «Банкетная кампания» 1904 — Большой Иргиз. — М. : Большая российская энциклопедия, 2005. — С. 161. — (Большая российская энциклопедия : [в 35 т.] / гл. ред. Ю. С. Осипов ; 2004—2017, т. 3). — ISBN 5-85270-331-1.
- Новичев А. Д. История Турции: Эпоха феодализма, XI—XVIII века / Отв. ред. И. П. Петрушевский. — Л.: Издательство Ленинградского университета, 1963.
- Петросян Ю. А. Османская империя. — М.: Главная редакция восточной литературы издательства «Наука», 1990. — 378 с. — ISBN 9785040142651.
- Тверитинова А. С. К вопросу об изучении первого антифеодального крестьянского восстания в средневековой Турции // Византийский временник. — 1956. — № 11. — С. 200—224.
- Финкель К[англ.]. История Османской империи: Видение Османа = Osman’s Dream. The Story of the Ottoman Empire 1300—1923. — М.: АСТ, 2014. — 832 с. — (Страницы истории). — ISBN 978-5-17-081975-1.
- Фиш Р. Г. Спящие пробудятся. М. 1983.

### На других языках
- Иванов Вл. «Еретичното» учение и бунтът на шейх Бедреддин Симави — политически и религиозни аспекти (болг.) // Поломието, находки, събития, личности : VII и VIII научни конференции. — 2016. — С. 803—813.
- Arıkan Z. Börklüce Mustafa ve Şeyh Bedreddin Ayaklanmaları Sırasında Osmanlı Devleti'nin Durumu : Uluslararası Börklüce Mustafa Sempozyum Bildiriler Kitapçığı(2-5 Haziran 2016) içinde. — İzmir, 2016. — S. 193—204.
- Babinger F. Schejch Bedr ed-Din, der Sohn des Richters von Simäw: ein Beitrag zur Geschichte des Sektenwesens im altosmanischen Reich // Der Islam :  [нем.] / C. H. Becker (Berlin), H. Ritter (Hamburg). — Berlin; Leipzig; Hamburg : Vereinigung wissenschaftlicher Verleger, Walter de Gruyter & Co., 1921. — Bd. 11. — S. 1—106.
- Babinger F. Das Grabmal des Schejchs Bedr ed-dīn zu Serres // Der Islam / C. H. Becker (Berlin), H. Ritter (Hamburg). — Berlin; Leipzig; Hamburg : Vereinigung wissenschaftlicher Verleger, Walter de Gruyter & Co., 1928. — Bd. 17. — S. 100—102.
- Bardakoğlu A.[тур.]. Câmiu'l-Fusûleyn (тур.) // İslâm Ansiklopedisi. — 1993. — C. 7. — S. 108—109.
- Barkey K.[англ.]. Empire of Difference: The Ottomans in Comparative Perspective (англ.). — Cambridge; New York: Cambridge University Press, 2008. — 618 p. — ISBN 978-1139472883. — doi:10.1017/CBO9780511790645.
- Ceyhan S. Vâridât (тур.). — 2012. — C. 42. — S. 520—522.
- Çavaş R., Baş G. Seyh Bedrettin Borkluce Mustafa Kronoloji Denemesi // Uluslararası Börklüce Mustafa Sempozyumu (2-5 Haziran 2016) / Editörler Alp Yücel Kaya, Mehmet Kuyurta, Saygın Salgırlı, Ayşegül Sabuktay, Efthimios Maheras, Ertekin Akpına. — İzmir, 2016. — S. 19—24. — 653 S. — ISBN 978-9751802262. — ISBN 97-518-0226-1.
- Gökyay O. Ş. Şeyh Bedreddin’in Babası Kadı mı? (тур.) // Tarih ve Toplum. — 1984. — Num. 2. — S. 16—18.
- Çiğdem R. A life in Banishment in Iznik: Sheikh Badraddin Simawni (англ.) // Uluslararası İznik Sempozyumu. — 2005. — P. 455—468.
- Dindar B. Bedreddin Simavi (тур.) // İslâm Ansiklopedisi. — 1992. — C. 5. — S. 331—334.
- Döğüş S. Şeyh Bedreddîn ve Rumeli Gazileri (тур.) // Osmanlı Tarihi Araştırma ve Uygulama Merkezi Dergisi OTAM. — 2015. — C. 18. — S. 71—94. — doi:10.1501/OTAM_0000000389.
- Ess Josef van. Jorjāni, Zayn al-Din Abu'l-Hasan Ali // Iranica. — 2009. — Т. XV, Fasc. 1. — P. 21—29.
- Gölpınarlı A.[тур.], Sungurbey İ.[тур.]. Simavna Kadısıoglu Şeyh Bedreddin manakıbı (тур.). — İstanbul: Milenyum Yayınları, 2008. — 474 S. — ISBN 978-9758773206.
- Imber C. The Ottoman Empire, 1300—1650: The Structure of Power (англ.). — Houndmills, Basingstoke, Hampshire; New York: Palgrave Macmillan, 2009. — 448 p. — ISBN 978-0230574502.
- Kafadar C. Between Two Worlds: The Construction of the Ottoman State. — University of California Press, 1995. — 248 с. — ISBN 978-0-520-20600-7.
- Kastritsis D. The Revolt of Şeyh Bedreddin in the Context of the Ottoman Civil War of 1402–13 (англ.) // Ottoman Empire: Halcyon Days in Crete 7  / Ed. by Antonis Anastasopoulos. — Rethymno: University of Crete Press, 2012. — P. 221—238.
- Kafadar C[англ.]. Between Two Worlds: The Construction of the Ottoman State (англ.). — Berkeley: University of California Press, 1995. — 221 p. — ISBN 05-202-0600-2. — ISBN 978-0520206007.
- Kissling H. J. Das Menāqybnāme Scheich Bedr ed-Dīn's, des Sohnes des Richters von Samāvnā :  [нем.] // Zeitschrift der Deutschen Morgenländischen Gesellschaft. — Wiesbaden : Harrassowitz Verlag[англ.], 1950. — Bd. 100 (n.F. 25). — S. 112—176.
- Kissling H. J. Badr al-Din b. Kadi Samavna // Encyclopaedia of Islam. 2 ed :  [англ.] / ed. by H. A. R. Gibb; J. H. Kramers; E. Lévi-Provençal; J. Schacht; B. Lewis & Ch. Pellat. Assist. S. M. Stern, C. Dumont and R. M. Savory. — Leiden : E.J. Brill, 1986. — Vol. 1. — P. 869.
- Krstic T. Contested Conversions to Islam: Narratives of Religious Change in the Early Modern Ottoman Empire (англ.). — Stanford: Stanford University Press, 2011. — P. 45, 46, 67, 186. — 281 p. — ISBN 978-0804773171.
- Kozan A. İdeoloji̇k Okumalardan Bi̇li̇msel Zemîne: Si̇mavna Kadisioğlu Şeyh Bedreddi̇n İsyâni (тур.) // İSTEM. — 2009. — Num. 13. — S. 181—198.
- Meḥemmed I / İnalcık H. // Encyclopaedia of Islam, New Edition / Bosworth C. E.; van Donzel E.; Pellat Ch. — Leiden : E.J. Brill, 1991. — Vol. VI: Mahk—Mid. — P. 973—978. — ISBN 90-04-08112-7.
- Salgirli S. Architectural Anatomy of an Ottoman Execution (англ.) // Journal of the Society of Architectural Historians[англ.]. — 2013. — Vol. 72, no. 3. — P. 301—321. — doi:10.1525/jsah.2013.72.3.301.
- Sarıbıyık M. Sımavna Kadısıoğlu Şeyh Bedreddin Mahmûd (тур.) // Sosyal Bilimler Araştırma Dergisi. — 2004. — C. II, sayıl. 3, num. 3. — S. 35—45. — ISSN 1304-2424.
- Scherr J. Menschliche Tragikomödie. — Paderborn: Salzwasser-Verlag Gmbh, 2016. — S. 54. — 473 S. — ISBN 978-3-8460-6426-9.
- Şimşirgil A. Kayı 1: Ertuğrul'un Ocağı. — Timaş Tarih, 2013. — ISBN 978-605-08-1295-4.
- Tek A. Mystical Interpretation of Sheikh Badr al-Dīn Ibn Qāḍī Samāwnā’s Controversial Ideas (англ.) // Ilahiyat Studies. — 2012. — Vol. 3, iss. 2. — P. 197—221. — doi:10.12730/13091719.2012.32.59.
- Uzunçarşılı İ. H. Osmanlı Tarihi. — Ankara: Türk Tarih Kurumu, 1988. — 3112 S. Архивировано 7 мая 2017 года. (тур.)
- Bedreddin (англ.). Encyclopædia Britannica. Дата обращения: 22 марта 2019. Архивировано 21 апреля 2013 года.